# Coniopteryx dentifera
Coniopteryx dentifera är en insektsart som beskrevs av Meinander 1983. Coniopteryx dentifera ingår i släktet Coniopteryx och familjen vaxsländor. Inga underarter finns listade i Catalogue of Life.